# 近江八幡市八幡伝統的建造物群保存地区

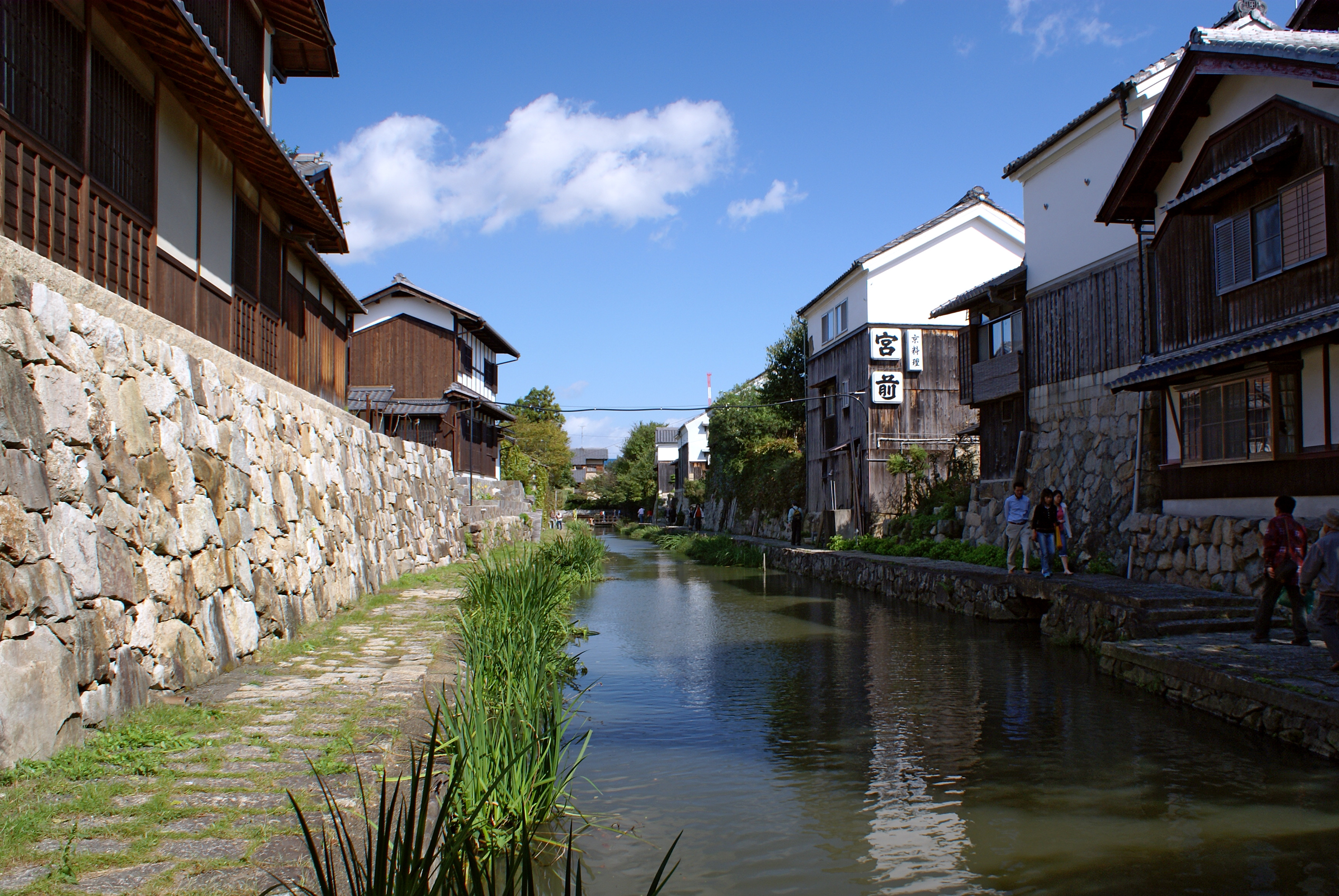
八幡堀

近江八幡市八幡伝統的建造物群保存地区（おうみはちまんしはちまん でんとうてきけんぞうぶつぐんほぞんちく）は、滋賀県近江八幡市旧市街地にある伝統的建造物群保存地区の名称。八幡堀、日牟礼八幡宮境内地、新町通り、永原町通りを中心とする広さ13.1haの地区で、地区内の建築物180、工作物93が伝統的建造物として特定されている。1991年4月30日に種別「商家町」で国の重要伝統的建造物群保存地区として選定された。

## 概要

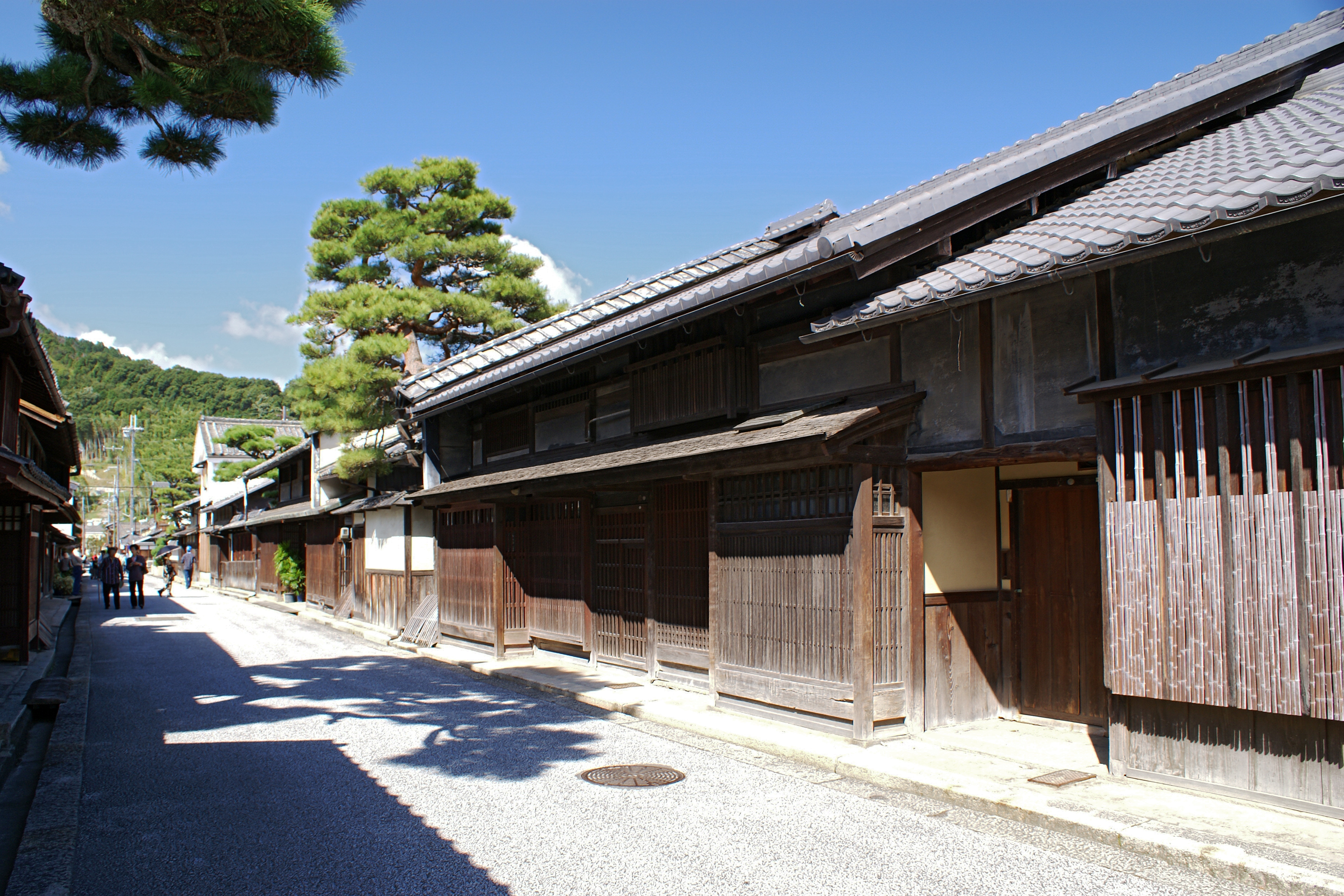
新町通り

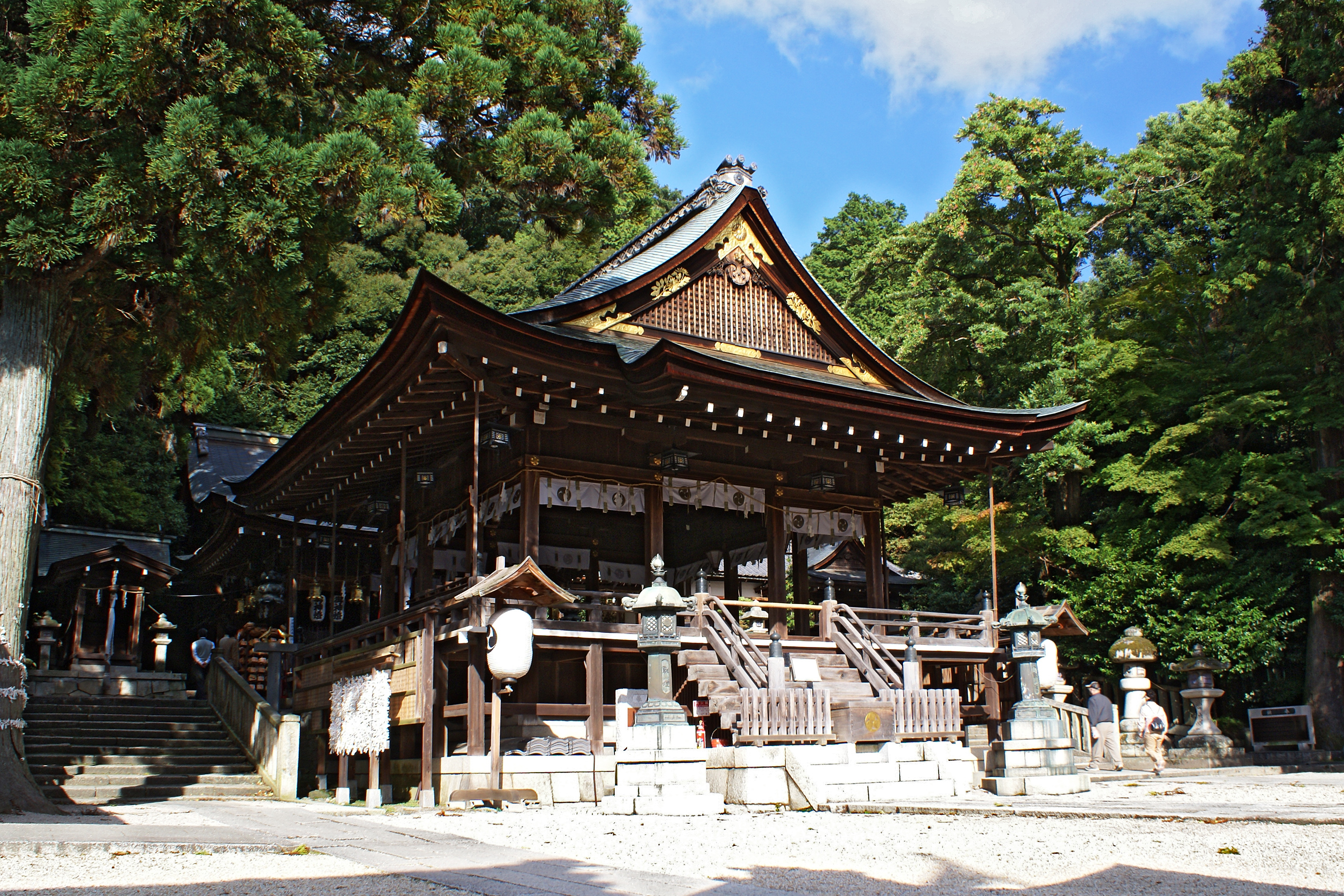
日牟禮八幡宮

天正13年（1585年）、豊臣秀次によって琵琶湖の東岸に位置する八幡山に八幡山城が築かれた。八幡地区は八幡山の麓に建設された城下町を起源とする。天正18年（1590年）には京極高次が入城するが、豊臣秀次の失脚に伴い、八幡山城は築城から10年足らずの文禄4年（1595年）に廃城。以後の八幡は東海道と中山道と北国街道が交差する交通の要衝である近江国の地の利を生かして商業地として発展、繁栄した。
碁盤目状の旧市街を南北に走る新町通り周辺と永原町通り周辺、北の八幡堀の畔には、商家・町家・土蔵といった近世建築の連続性が高い町並みが現存する。選定地区周辺には、建築家ヴォーリズの設計した近代建築物も多い。

## 主な施設
- 日牟禮八幡宮
- 八幡堀
  - かわらミュージアム
- 新町通り
  - 近江八幡市立資料館
  - 旧西川家住宅（国の重要文化財）
  - 旧伴家住宅

## 近隣の施設
- ヴォーリズ記念館
- アンドリュース記念館（旧近江八幡YMCA会館）
- 旧八幡郵便局
- 白雲館

## 備考
- 「近江八幡の歴史散歩 」として美しい日本の歩きたくなるみち500選に入選

## 所在地
滋賀県近江八幡市

## 交通アクセス
- JR東海道本線（琵琶湖線）および近江鉄道八日市線（万葉あかね線）近江八幡駅から近江鉄道バス（長命寺行き）で、小幡町資料館前停留所または新町停留所下車（ともに徒歩すぐ）。